# Francis, ein Esel – Herr General
Francis, ein Esel – Herr General ist eine US-amerikanische Filmkomödie aus dem Jahr 1950 von Arthur Lubin mit Donald O’Connor in der Hauptrolle. Der Film wurde von Universal-International produziert und basiert auf dem 1946 erschienenen Roman Francis von Drehbuchautor David Stern.

## Handlung
Über den Bankkassierer Peter Stirling wird von Seiten der Kundschaft geflüstert und getuschelt. Bankmanager Munroe bittet Peter um Aufklärung.
Während des Krieges ist Peter als Second Lieutenant in Burma stationiert. Nach einem japanischen Angriff wird er von seiner Truppe getrennt und gerät verwundet hinter die feindlichen Linien. Hier begegnet er Francis, einem sprechenden Esel. Francis trägt den verwundeten Peter zurück zu seiner Einheit. Als Peter Francis als seinen Retter lobt, wird er in die Psychiatrie geschickt. Hier muss er unter der Aufsicht von Valerie Humbert Körbe herstellen. Irgendwann erklärt Peter, für ein Missverständnis gesorgt zu haben, und wird entlassen.
Die Französin Maureen Gelder erreicht das US-Lager und bittet um Zuflucht. Sie erzählt, dass sie auf der Flucht vor den Japanern von ihrem Vater getrennt worden sei. Peter wird zum Dienst bei der Aufklärungseinheit abkommandiert. Am nächsten Tag findet er auf seinem Schreibtisch eine Nachricht von Francis vor, die jedoch von seinen Kameraden als Scherz geschrieben wurde. Peter eilt zu Francis, der ihm von einem japanischen Spähposten erzählt. In der Nacht führt Francis ihn zu dem Posten. Peter kann die zwei spionierenden Japaner gefangen nehmen. Auf die Frage des Kommandanten, woher Peter von dem Spähposten gewusst hatte, antwortet dieser, dass Francis ihn darüber informiert habe. Diese Aussage bringt Peter wieder in die Psychiatrie.
Bei Peter wird Kampfesmüdigkeit diagnostiziert und er soll, um diese zu bekämpfen, in den aktiven Dienst zurückkehren. Peter führt einen Trupp an, der eine japanische Patrouille aufspüren soll. Wieder gibt Francis Peter den entscheidenden Tipp zur Aufstellung eines Hinterhalts. Und wieder endet Peter in der Psychiatrie. Maureen, die Interesse an Peter zu haben scheint, besucht ihn. Peter erzählt ihr von Francis. Der wiederum warnt Peter vor einem japanischen Luftangriff auf das Lager. Verzweifelt versucht Peter den Kommandanten von dem Angriff zu überzeugen. Der erinnert sich an die bisherigen Leistungen seines Second Lieutenants und veranlasst Abwehrmaßnahmen.
Nach dem Angriff gibt Peter abermals den Esel als den eigentlichen Retter an und darf von nun an wieder unter Aufsicht Körbe flechten. Er erhält Besuch von General Stevens, den er dazu bringt, mit ihm Francis aufzusuchen. Francis weigert sich jedoch zu sprechen. Peter schlägt vor, dass Stevens dem Esel befiehlt zu sprechen, da das Tier ein Armee-Esel sei. Tatsächlich spricht Francis, woraufhin Stevens sich bei Peter entschuldigt und ihn aus der Psychiatrie entlässt.
In einer japanischen Radiosendung wird über US-Soldaten und einen sprechenden Esel gelästert. Die Presse taucht im Lager auf. Stevens befiehlt Peter, Francis herbeizubringen. In der Zwischenzeit wird darüber spekuliert, wie die Japaner von Francis erfahren haben können. Da Maureen von Francis weiß, wird sie von Colonel Hooker als Spionin verdächtigt. Maureen ihrerseits beschuldigt Peter des Verrats, doch Francis sagt zu seiner Verteidigung aus. Einige Zeit später wird Francis nach Washington geflogen. Über Kentucky gerät die Maschine in Schwierigkeiten und droht abzustürzen. Die Besatzungsmitglieder springen mit Fallschirmen ab, nur Francis weigert sich und bleibt an Bord.
Peter erzählt seinem Vorgesetzten, dass er nach Kentucky gereist sei, dort Francis wohlbehalten aufgefunden und mit zu sich nach Hause genommen habe. Munroe will die ganze Geschichte nicht glauben, woraufhin Peter ihn zu sich nach Hause einlädt, um Francis zu treffen.

## Produktion
Gedreht wurde von Anfang Mai bis Mitte Juni 1949 in den Universal-Studios in Universal City sowie am nicht mehr existierenden Conejo Valley Airport in Thousand Oaks.
Der im Film zu sehende Esel war eine Stute mit dem Namen Molly. Vor ihrer Karriere als Filmesel war sie zum Maskottchen der Demokratischen Partei gewählt worden. Die Satire-Zeitschrift The Harvard Lampoon verlieh Francis den Yacademy Award.
Der Film war so erfolgreich, dass er sechs Fortsetzungen nach sich zog, von denen keine eine deutsche Aufführung erfuhr.

## Stab und Besetzung
Bernard Herzbrun und Richard H. Riedel waren die Art Directors, Russell A. Gausman und A. Roland Fields die Szenenbildner. Rosemary Odell war für die Kostüme verantwortlich, Leslie I. Carey für den Ton, Bud Westmore für das Make-up.
In kleinen nicht im Abspann erwähnten Nebenrollen traten Creighton Hale und Marvin Kaplan auf. In der Originalfassung lieh Chill Wills dem Esel Francis seine Stimme.

## Veröffentlichung
Die Premiere des Films fand am 8. Februar 1950 statt. In der Bundesrepublik Deutschland kam er am 3. November 1950 in die Kinos, in Österreich am 12. November 1951.

## Kritiken
Das Lexikon des internationalen Films schrieb: „Phantastische und einfallsreiche Militärsatire – ein sehr vergnüglicher Unsinn.“
Glenn Kenny schrieb in Entertainment Weekly, die scheinbar einschränkende Idee der Geschichte sei mit einer Frische und Liebenswürdigkeit umgesetzt worden, die den Film zu einem unerwarteten Hit gemacht habe.